# Heinrich Schäfer (SS-Mitglied)
Heinrich Schäfer (* 10. Juni 1907 in Essen; † 26. März 1986 ebenda) war als SS-Unterscharführer in der Kantinenverwaltung der Lagerkommandantur des KZ Ravensbrück tätig.

## Leben
Heinrich Schäfer, von Beruf Maurer, war seit 1933 Mitglied der SS und ab Mai 1937 der NSDAP. Er wurde 1942 gemeinsam mit Arthur Conrad vom Ersatzbataillon der SS-Division Totenkopf aus Warschau nach Ravensbrück versetzt.
Ab März 1942 gehörte Schäfer zum Lagerpersonal des KZ Ravensbrück an und arbeitete in der Kantinenverwaltung der Lagerkommandantur. Er war Mitglied des Erschießungskommandos.
Nach dem Ende des Zweiten Weltkrieges musste sich Schäfer für seine im KZ Ravensbrück begangenen Taten vor einem britischen Militärgericht im fünften der sieben Ravensbrück-Prozesse verantworten. Wegen der Teilnahme an der Tötung alliierter Häftlinge wurde Schäfer am 15. Juli 1948 zu zwei Jahren Haftstrafe verurteilt. Nach der Bestätigung des Urteils kam Schäfer am 10. August 1948 in Haft und wurde am 28. Oktober 1949 wegen „guter Führung“ aus der Haft entlassen. Über seinen weiteren Lebensweg ist nichts bekannt.